# 존 해리슨

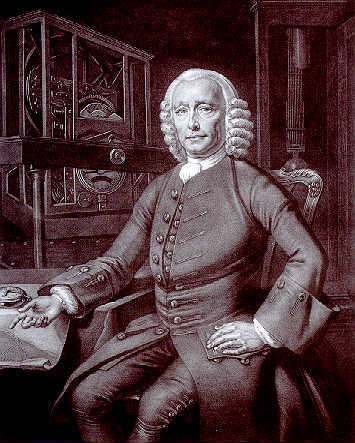
존 해리슨

존 해리슨(영어: John Harrison, 1693년 4월 3일 ~ 1776년 3월 24일)은 영국의 시계 제작자이다. 항해에 필요한 경도의 측정이 가능한 기계식 시계 (크로노미터)를 처음으로 제작했다.

## 같이 보기
- 해상시계